# Paliavana gracilis
Paliavana gracilis là một loài thực vật có hoa trong họ Tai voi. Loài này được (Mart.) Chautems mô tả khoa học đầu tiên năm 2002.